# Lombardia zászlaja
Lombardia zászlaját 1975. június 12-én fogadták el. A zöld alapon elhelyezkedő virágjellegű, íves minta, a „Rosa Camuna”,  a történelem előtti idők lombardiai őslakosainak, a Camuna-völgy után elnevezett camunik ábrázolásait követi formájában. A zászló oldalainak aránya 2:3.